# Saison 2014-2015 du LOSC Lille
Maillots
Chronologie
Saison précédente Saison suivante
La saison 2014-2015 du LOSC Lille est la cinquante-cinquième saison du club nordiste en première division du championnat de France, la quinzième consécutive du club au sommet de la hiérarchie du football français.
Après une saison sans compétition européenne, le club, ayant fini troisième du dernier championnat, participera à la Ligue des Champions, mais à condition de passer les tours préliminaires, en commençant par le troisième tour de qualification. En plus de la compétition européenne, le LOSC participera aux compétitions domestiques (Ligue 1, coupe de France et coupe de la Ligue).

## Transferts

### Transferts estivaux
| Nom                 | Nationalité         | Poste     | Transfert                       | Provenance/Destination  | Division           |
| ------------------- | ------------------- | --------- | ------------------------------- | ----------------------- | ------------------ |
| Arrivées            |                     |           |                                 |                         |                    |
| Corentin Halucha    | France              | Défenseur | Premier contrat professionnel   | LOSC Lille B            | CFA                |
| Emmanuel Debordeaux | France              | Milieu    | Premier contrat professionnel   | LOSC Lille B            | CFA                |
| Sébastien Corchia   | France              | Défenseur | Transfert (2 millions d'euros)  | FC Sochaux-Montbéliard  | Ligue 2            |
| Marcos Lopes        | Portugal            | Milieu    | Prêt                            | Manchester City         | Premier League     |
| Alexandre Oukidja   | France              | Gardien   | Retour de prêt                  | Royal Mouscron-Peruwelz | Jupiler Pro League |
| Gianni Bruno        | Belgique            | Attaquant | Retour de prêt                  | SC Bastia               | Ligue 1            |
| Julian Michel       | France              | Milieu    | Retour de prêt                  | Royal Mouscron-Peruwelz | Jupiler Pro League |
| Abdoulaye Diaby     | France              | Attaquant | Retour de prêt                  | Royal Mouscron-Peruwelz | Jupiler Pro League |
| Divock Origi        | Belgique            | Attaquant | Prêt                            | Liverpool               | Premier League     |
| Michael Frey        | Suisse              | Attaquant | Transfert (3 millions d'euros)  | Young Boys Berne        | Super League       |
| Départs             |                     |           |                                 |                         |                    |
| John Jaïro Ruiz     | Costa Rica          | Attaquant | Prêt                            | KV Ostende              | Jupiler Pro League |
| Julian Jeanvier     | France              | Défenseur | Prêt                            | Royal Mouscron-Peruwelz | Jupiler Pro League |
| Barel Mouko         | République du Congo | Gardien   | Retraite                        |                         |                    |
| Julian Michel       | France              | Milieu    | Transfert gratuit               | Royal Mouscron-Peruwelz | Jupiler Pro League |
| Alexandre Oukidja   | France              | Gardien   | Fin de contrat                  |                         |                    |
| Divock Origi        | Belgique            | Attaquant | Transfert (14 millions d'euros) | Liverpool               | Premier League     |
| Gianni Bruno        | Belgique            | Attaquant | Transfert gratuit               | Évian Thonon Gaillard   | Ligue 1            |
| Salomon Kalou       | Côte d'Ivoire       | Attaquant | Transfert (3 millions d'euros)  | Hertha Berlin           | 1.Bundesliga       |

## Compétitions

### Championnat
La Ligue 1 2014-2015 est la soixante-seizième édition du championnat de France de football et la treizième sous l'appellation « Ligue 1 ». La division oppose vingt clubs en une série de trente-huit rencontres. Les meilleurs de ce championnat se qualifient pour les coupes d'Europe que sont la Ligue des Champions (le podium) et la Ligue Europa (le quatrième et les vainqueurs des coupes nationales). Le LOSC participe à cette compétition pour la cinquante-cinquième fois de son histoire.
Les relégués de la saison précédente, le FC Sochaux-Montbéliard, le Valenciennes FC et l'AC Ajaccio, sont remplacés par le FC Metz, champion de Ligue 2 en 2013-2014 après six ans d'absence, le RC Lens, 4 ans après sa dernière participation au plus haut niveau national, et le SM Caen, relégué en Ligue 2 lors de la saison 2011-2012.
| Date heure                       | No. | Adversaire             | Lieu | Résultat | Buteurs pour le LOSC                                   | Buteurs adverses                                | Class. | Affl.  | Diffuseur                 |
| Samedi 9 août 2014 21h00         | 1   | FC Metz                | Dom. | 0 - 0    | -                                                      | -                                               | 10e    | 34 327 | Canal+ / beIN Sports      |
| Vendredi 15 août 2014 20h30      | 2   | SM Caen                | Ext. | 0 - 1    | Divock Origi 68e (pen.)                                | -                                               | 7e     | 12 664 | beIN Sports               |
| Samedi 23 août 2014 20h00        | 3   | FC Lorient             | Dom. | 2 - 0    | Jonathan Delaplace 58e · Simon Kjær 64e                | -                                               | 3e     | 34 860 | beIN Sports               |
| Samedi 30 août 2014 17h00        | 4   | AS Monaco              | Ext. | 1 - 1    | Nolan Roux 18e                                         | Dimitar Berbatov 61e                            | 3e     | 9 345  | Canal+                    |
| Dimanche 14 septembre 2014 14h00 | 5   | FC Nantes              | Dom. | 2 - 0    | Divock Origi 46e · Marcos Lopes 49e                    | -                                               | 1er    | 32 560 | beIN Sports               |
| Dimanche 21 septembre 2014 14h00 | 6   | Montpellier HSC        | Dom. | 0 - 0    | -                                                      | -                                               | 4e     | 31 742 | beIN Sports               |
| Mercredi 24 septembre 2014 19h00 | 7   | OGC Nice               | Ext. | 1 - 0    | -                                                      | Mathieu Bodmer 41e                              | 5e     | 16 541 | beIN Sports               |
| Samedi 27 septembre 2014 20h00   | 8   | SC Bastia              | Dom. | 1 - 0    | Divock Origi 39e                                       | -                                               | 3e     | 33 558 | beIN Sports               |
| Dimanche 5 octobre 2014 17h00    | 9   | Olympique lyonnais     | Ext. | 3 - 0    | -                                                      | Alexandre Lacazette 39e 45e 84e                 | 4e     | 34 349 | beIN Sports               |
| Samedi 18 octobre 2014 20h00     | 10  | EA Guingamp            | Dom. | 1 - 2    | Rio Mavuba 78e                                         | Claudio Beauvue 45+1e · Ronnie Schwartz 57e     | 8e     | 33 926 | beIN Sports               |
| Dimanche 26 octobre 2014 14h00   | 11  | Stade rennais          | Ext. | 2 - 0    | -                                                      | Habib Habibou 46e · Abdoulaye Doucouré 54e      | 11e    | 17 392 | beIN Sports               |
| Samedi 1er novembre 2014 20h00   | 12  | AS Saint-Étienne       | Dom. | 1 - 1    | Michael Frey 16e                                       | Max Gradel 60e                                  | 12e    | 36 170 | beIN Sports               |
| Dimanche 9 novembre 2014 17h00   | 13  | Stade de Reims         | Ext. | 2 - 0    | -                                                      | Benjamin Moukandjo 26e (pen.) · Aïssa Mandi 33e | 14e    | 13 004 | beIN Sports               |
| Dimanche 30 novembre 2014 14h00  | 15  | Girondins de Bordeaux  | Ext. | 1 - 0    | -                                                      | Cheick Diabaté 62e                              | 14e    | 19 361 | beIN Sports               |
| Mercredi 3 décembre 2014 21h00   | 16  | Paris Saint-Germain    | Dom. | 1 - 1    | Salvatore Sirigu 42e (csc)                             | Edinson Cavani 29e                              | 15e    | 45 771 | beIN Sports               |
| Samedi 6 décembre 2014           | 17  | RC Lens                | Ext. | 1 - 1    | Idrissa Gueye (47e)                                    | Adamo Coulibaly (90e)                           | 15e    | 40 121 | beIN Sports               |
| Dimanche 14 décembre 2014 17h00  | 18  | Toulouse FC            | Dom. | 3 - 0    | Djibril Sidibé (7e) Ryan Mendes (50e) Nolan Roux (77e) | -                                               | 13e    | 38 142 | beIN Sports               |
| Dimanche 21 décembre 2014 14h00  | 19  | Olympique de Marseille | Ext. | 2 - 1    | Nolan Roux (32e-csc) Michy Batshuayi (69e)             | Idrissa Gueye (60e)                             | 13e    | 62 408 | Canal+ Sport, beIN Sports |
| Mercredi 7 janvier 2015 20h30    | 14  | Évian Thonon Gaillard  | Dom. | 1 - 0    | Adama Traoré (61e)                                     | -                                               | 11e    | 33 067 | beIN Sports               |
| Samedi 10 janvier 2015 20h00     | 20  | SM Caen                | Dom. | 1 - 0    | Michael Frey (19e)                                     | -                                               | 11e    | 35 174 | beIN Sports               |
| Samedi 17 janvier 2015 20h00     | 21  | FC Lorient             | Ext. | 1 - 0    | -                                                      | Raphaël Guerreiro (60e)                         | 12e    | 14 125 | beIN Sports               |
| Samedi 24 janvier 2015 17h00     | 22  | AS Monaco              | Dom. | 0 - 1    | -                                                      | Dimitar Berbatov (57e)                          | 13e    | 37 898 | beIN Sports               |
| Samedi 31 janvier 2015 20h00     | 23  | FC Nantes              | Ext. | 1 - 1    | Oswaldo Vizcarrondo (83e)                              | Jonathan Delaplace (14e)                        | 13e    | 20 652 | beIN Sports               |
| Samedi 7 février 2015 20h00      | 24  | Montpellier HSC        | Ext. | 1 - 2    | Nolan Roux (9e) Marcos Lopes (53e)                     | Bryan Dabo (90+2e)                              | 11e    | 10 635 | -beIN Sports              |
| Samedi 14 février 2015 20h00     | 25  | OGC Nice               | Dom. | 0 - 0    | -                                                      | -                                               | -      | -      | -                         |
| Samedi 21 février 2015 20h00     | 26  | SC Bastia              | Ext. | 2 - 1    | -                                                      | -                                               | -      | -      | -                         |
| Samedi 28 février 2015 17h00     | 27  | Olympique lyonnais     | Dom. | 2 - 1    | -                                                      | -                                               | -      | -      | -                         |
| Samedi 7 mars 2015               | 28  | EA Guingamp            | Ext. | 0 - 1    | -                                                      | -                                               | -      | -      | -                         |
| Samedi 14 mars 2015              | 29  | Stade rennais          | Dom. | 3 - 0    | -                                                      | -                                               | -      | -      | -                         |
| Samedi 21 mars 2015              | 30  | AS Saint-Étienne       | Ext. | 2 - 0    | -                                                      | -                                               | -      | -      | -                         |
| Samedi 4 avril 2015              | 31  | Stade de Reims         | Dom. | 3 - 1    | -                                                      | -                                               | -      | -      | -                         |
| Dimanche 12 avril 2015           | 32  | Évian Thonon Gaillard  | Ext. | 0 - 1    | -                                                      | -                                               | -      | -      | -                         |
| Samedi 18 avril 2015             | 33  | Girondins de Bordeaux  | Dom. | 2 - 0    | -                                                      | -                                               | -      | -      | -                         |
| Samedi 25 avril 2015             | 34  | Paris Saint-Germain    | Ext. | 6 - 1    | -                                                      | -                                               | -      | -      | -                         |
| Dimanche 3 mai 2015              | 35  | RC Lens                | Dom. | 3 - 1    | -                                                      | -                                               | -      | -      | -                         |
| Samedi 9 mai 2015                | 36  | Toulouse FC            | Ext. | 3 - 2    | -                                                      | -                                               | -      | -      | -                         |
| Samedi 16 mai 2015               | 37  | Olympique de Marseille | Dom. | 0 - 4    | -                                                      | -                                               | -      | -      | -                         |
| Samedi 23 mais 2015              | 38  | FC Metz                | Ext. | 1 - 4    | -                                                      | -                                               | -      | -      | -                         |

#### Classement et statistiques
Les Lillois sont quatrième avec 4 victoires, 3 matchs nuls et 2 défaites. Une victoire rapportant trois points et un match nul un point, le LOSC totalise 15 points soit sept de moins que le leader, l'Olympique de Marseille. Les Lillois possèdent la seizième attaque du championnat avec 7 buts marqués ainsi que la meilleure défense (à égalité avec Montpellier) avec 5 buts encaissés. Lille est la deuxième formation à domicile (11 points) et la douzième à l'extérieur (4 points).
Extrait du classement de Ligue 1 2014-2015
| Rang | Équipe                 | Pts | J | G | N | P | Bp | Bc | Diff |
| --- | ---------------------- | --- | - | - | - | - | -- | -- | ---- |
| 1 | Olympique de Marseille | 22  | 9 | 7 | 1 | 1 | 23 | 8  | +15  |
| 2 | Girondins de Bordeaux  | 17  | 9 | 5 | 2 | 2 | 15 | 9  | +6   |
| 3 | Paris Saint-Germain    | 15  | 9 | 3 | 6 | 0 | 15 | 6  | +9   |
| 4 | LOSC Lille             | 15  | 9 | 4 | 3 | 2 | 7  | 5  | +2   |
| 5 | FC Nantes              | 15  | 9 | 4 | 3 | 2 | 7  | 6  | +1   |
| - Phase de groupes de la Ligue des Champions 2015-2016 - Barrages de la Ligue des Champions 2015-2016 - Barrages de la Ligue Europa 2015-2016 |                        |     |   |   |   |   |    |    |      |

### Coupe de France
La coupe de France 2014-2015 est la 97e édition de la coupe de France, une compétition à élimination directe mettant aux prises tous les clubs de football amateurs et professionnels à travers la France métropolitaine et les DOM-TOM. Elle est organisée par la FFF et ses ligues régionales. Le LOSC hérite d'un tirage plutôt compliqué avec un déplacement chez une autre équipe de Ligue 1, le Sporting Club de Bastia. Le LOSC se fait ainsi sortir dès son premier match, sur le score de 2 à 0, avec un doublé de Floyd Ayité.
| Date           | Tour           | Adversaire | Lieu                   | Résultat | Buteurs pour le LOSC | Buteurs adverses       | Affluence | Diffuseur |
| 3 janvier 2015 | 32es de finale | SC Bastia  | Armand Cesari, Furiani | 2 - 0    | -                    | Floyd Ayité (5e ; 25e) | 10 187    | Eurosport |

### Coupe de la Ligue
La coupe de la Ligue 2014-2015 est la 21e édition de la Coupe de la Ligue, compétition à élimination directe organisée par la Ligue de football professionnel (LFP) depuis 1994, qui rassemble uniquement les clubs professionnels de Ligue 1, Ligue 2 et National. Depuis 2009, la LFP a instauré un nouveau format de coupe plus avantageux pour les équipes qualifiées pour une coupe d'Europe.
| Date et horaire  | Tour                | Adversaire            | Lieu                | Résultat              | Buteurs pour le LOSC                     | Buteurs adverses | Affluence | Diffuseur |
| 17 décembre 2014 | Huitièmes de finale | Girondins de Bordeaux | Stade Pierre-Mauroy | 1 - 1 (6 - 5 aux TAB) | Michael Frey (30e)                       | Mariano (17e)    | 11 000    | France 3  |
| 14 janvier 2015  | Quarts de finale    | FC Nantes             | Stade Pierre-Mauroy | 2 - 0                 | Sébastien Corchia (9e) Simon Kjaer (70e) | -                | 12 500    | France 3  |

### Ligue des champions
La Ligue des champions 2014-2015 est la soixantième édition de la Ligue des champions, la plus prestigieuse des compétitions européennes inter-clubs. Elle est divisée en deux phases, une phase de groupes, qui consiste en huit mini-championnats de quatre équipes par groupe, les deux premiers poursuivant la compétition et le troisième étant repêché en seizièmes de finale de la Ligue Europa. Puis une phase finale, décomposée en huitièmes de finale, quarts de finale, demi-finales et une finale qui se joue sur terrain neutre. En cas d'égalité, lors de la phase finale, la règle des buts marqués à l'extérieur s'applique puis le match retour est augmenté d'une prolongation et d'une séance de tirs au but s'il le faut. Les équipes sont qualifiées en fonction de leurs bons résultats en championnat lors de la saison précédente et le tenant du titre est le Real Madrid, vainqueur de l'Atlético Madrid quatre buts à un à l'Estádio da Luz de Lisbonne.

#### Phase de qualification
| Date                           | Tour                  | Adversaire              | Lieu | Résultat | Buteurs pour le LOSC                    | Buteurs adverses                          | Affluence | Diffuseur   |
| Mercredi 30 juillet 2014 19h00 | Troisième tour aller  | Grasshopper Club Zurich | Ext. | 2 - 0    | Sébastien Corchia 29e · Ryan Mendes 49e | -                                         | 7 700     | beIN Sports |
| Mardi 5 août 2014 20h30        | Troisième tour retour | Grasshopper Club Zurich | Dom. | 1 - 1    | Florent Balmont 19e                     | Amir Abrashi 33e                          | 25 882    | beIN Sports |
| Mercredi 20 août 2014 20h45    | Barrages aller        | FC Porto                | Dom. | 0 - 1    | -                                       | Héctor Herrera 61e                        | 43 853    | beIN Sports |
| Mardi 26 août 2014 20h45       | Barrages retour       | FC Porto                | Ext. | 2 - 0    | -                                       | Yacine Brahimi 49e · Jackson Martínez 69e | 45 208    | beIN Sports |

### Ligue Europa

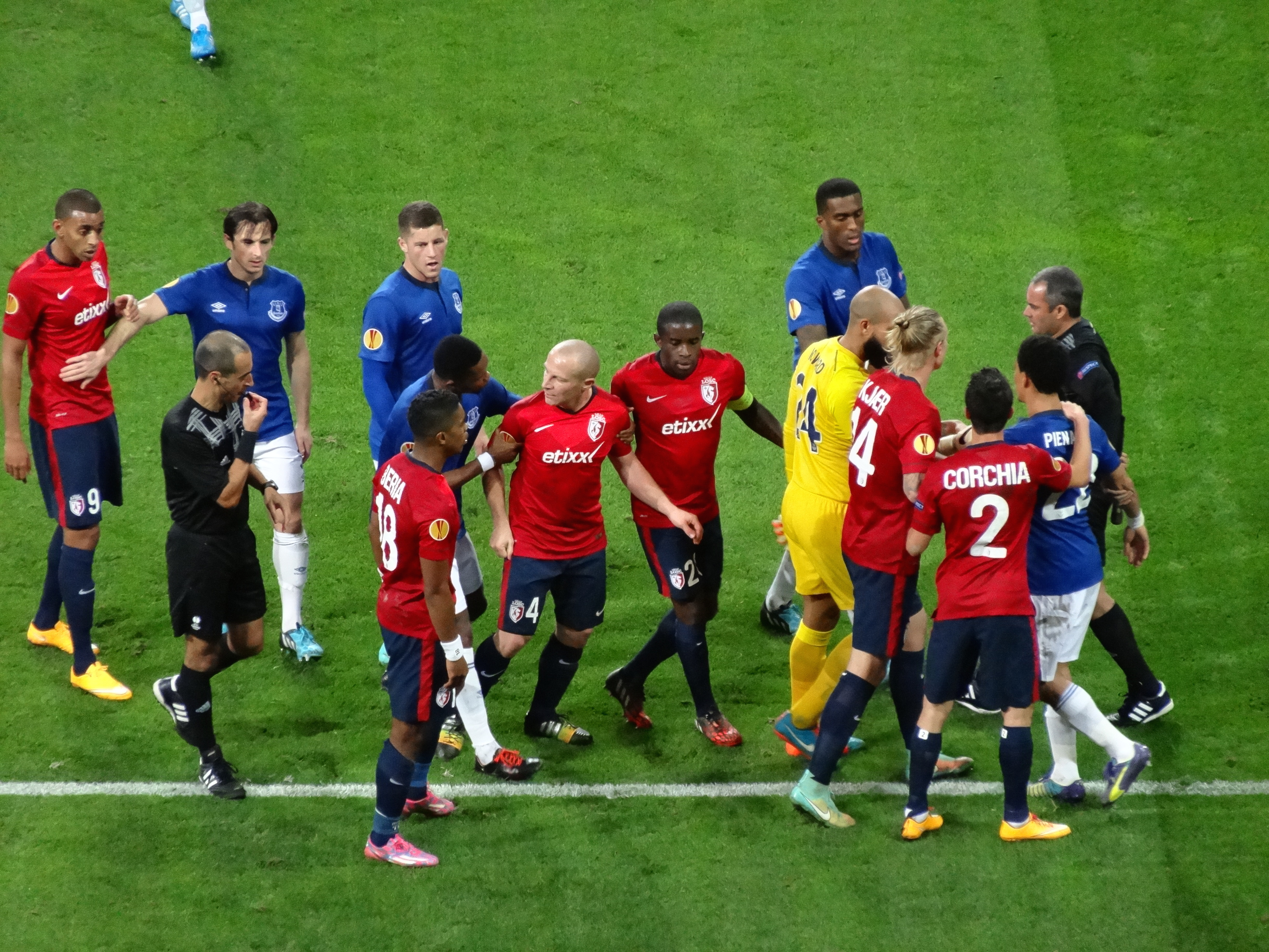
Lille / Everton FC

La Ligue Europa 2014-2015 est la quarante-quatrième édition de la Ligue Europa. Elle est divisée en deux phases, une phase de groupes, qui consiste en douze mini-championnats de quatre équipes par groupe, les deux premiers poursuivant la compétition. Puis une phase finale, décomposée en seizièmes de finale, huitièmes de finale, quarts de finale, demi-finales et une finale qui se joue sur terrain neutre. En cas d'égalité, lors de la phase finale, la règle des buts marqués à l'extérieur s'applique puis le match retour est augmenté d'une prolongation et d'une séance de tirs au but s'il le faut. Les équipes sont qualifiées en fonction de leurs bons résultats en championnat lors de la saison précédente et le tenant du titre est Séville FC, formation espagnole vainqueur du Benfica Lisbonne aux tirs au but au Juventus Stadium de Turin.

#### Phase de poules
En perdant aux barrages de la Ligue des champions, le LOSC Lille commence son parcours directement en phase de poule. Placé dans le premier chapeau, Lille hérite d'un groupe composé du VfL Wolfsbourg, cinquième d'Allemagne en 2013-2014, de l'Everton FC, cinquième du championnat anglais lors de l'exercice précédent, et du FK Krasnodar, cinquième du dernier championnat russe.
| Date                          | Tour | Adversaire     | Lieu | Résultat | Buteurs pour le LOSC    | Buteurs adverses                                         | Affluence | Diffuseur   |
| Jeudi 18 septembre 2014 21h05 | J1   | FK Krasnodar   | Dom. | 1 - 1    | Simon Kjær 63e          | Ricardo Laborde 35e                                      | 31 050    | beIN Sports |
| Jeudi 2 octobre 2014 19h00    | J2   | VfL Wolfsbourg | Ext. | 1 - 1    | Divock Origi 77e (pen.) | Kevin De Bruyne 82e                                      | 16 097    | beIN Sports |
| Jeudi 23 octobre 2014 19h00   | J3   | Everton FC     | Dom. | 0 - 0    | -                       | -                                                        | 42 108    | beIN Sports |
| Jeudi 6 novembre 2014 21h05   | J4   | Everton FC     | Ext. | 3 - 0    | -                       | Leon Osman 27e · Phil Jagielka 42e · Steven Naismith 61e | 28 844    | beIN Sports |
| Jeudi 27 novembre 2014 18h00  | J5   | FK Krasnodar   | Ext. | 1 - 1    | Nolan Roux 79e          | Ari 35e                                                  | 15 000    | beIN Sports |
| Jeudi 11 décembre 2014 21h05  | J6   | VfL Wolfsbourg | Dom. | 0 - 3    | -                       | Vieirinha 45+1e · Ricardo Rodríguez 65e 89e (pen.)       | 35 328    | beIN Sports |

| Rang | Équipe         | Pts | J | G | N | P | Bp | Bc | Diff |  | Résultats (▼ dom., ► ext.) |     |     |     |     |
| ---- | -------------- | --- | - | - | - | - | -- | -- | ---- |  | -------------------------- | --- | --- | --- | --- |
| 1    | Everton        | 11  | 6 | 3 | 2 | 1 | 10 | 3  | +7   |  | Everton                    |     | 4-1 | 0-1 | 3-0 |
| 2    | VfL Wolfsbourg | 10  | 6 | 3 | 1 | 2 | 14 | 10 | +4   |  | VfL Wolfsbourg             | 0-2 |     | 5-1 | 1-1 |
| 3    | FK Krasnodar   | 6   | 6 | 1 | 3 | 2 | 7  | 12 | -5   |  | FK Krasnodar               | 1-1 | 2-4 |     | 1-1 |
| 4    | Lille OSC      | 4   | 6 | 0 | 4 | 2 | 3  | 9  | -6   |  | Lille OSC                  | 0-0 | 0-3 | 1-1 |     |

### Matchs officiels de la saison
Le tableau ci-dessous retrace dans l'ordre chronologique les rencontres officielles jouées par le LOSC durant la saison. Le club lillois participe aux 38 journées du championnat ainsi qu'à dix matchs au plan européen, via la Ligue des champions et la Ligue Europa. Les buteurs sont accompagnés d'une indication entre parenthèses sur la minute de jeu où est marqué le but et, pour certaines réalisations, sur sa nature (penalty ou contre son camp).
Le bilan général de la saison est de 5 victoires, 6 matchs nuls et 4 défaites.

## Statistiques

### Statistiques collectives
| Compétition         | Débute au tour   | Termine        | Matches joués | Gagnés | Nuls | Perdus | Buts pour | Buts contre | Différence |
| ------------------- | ---------------- | -------------- | ------------- | ------ | ---- | ------ | --------- | ----------- | ---------- |
| Ligue 1             | -                | -              | 9             | 4      | 3    | 2      | 7         | 5           | +2         |
| Coupe de France     | 1/32 de finale   | 1/32 de finale | 1             | 0      | 0    | 1      | 0         | 2           | -2         |
| Coupe de la Ligue   | 1/8 de finale    |                | 0             | 0      | 0    | 0      | 0         | 0           | 0          |
| Ligue des Champions | Troisième tour   |                | 4             | 1      | 1    | 2      | 3         | 4           | -1         |
| Ligue Europa        | Phase de groupes |                | 2             | 0      | 2    | 0      | 2         | 2           | 0          |
| Total               | -                | -              | 15            | 5      | 6    | 4      | 12        | 11          | +1         |

### Statistiques individuelles

#### Statistiques buteurs
| Place | Nom                | Ligue 1 | Coupe de France | Coupe de la Ligue | Ligue des Champions | Ligue Europa | TOTAL des BUTS |
| 1     | Divock Origi       | 3 buts  | -               | -                 | -                   | 1 but        | 4 buts         |
| 2     | Simon Kjær         | 1 but   | -               | 1 but             | -                   | 1 but        | 2 buts         |
| 3     | Nolan Roux         | 1 but   | -               | -                 | -                   | 1 but        | 2 buts         |
| 3     | Marcos Lopes       | 1 but   | -               | -                 | -                   | -            | 1 but          |
| 3     | Ryan Mendes        | -       | -               | -                 | 1 but               | -            | 1 but          |
| 3     | Jonathan Delaplace | 1 but   | -               | -                 | -                   | -            | 1 but          |
| 3     | Florent Balmont    | -       | -               | -                 | 1 but               | -            | 1 but          |
| 3     | Sébastien Corchia  | -       | -               | 1 but             | 1 but               | -            | 1 but          |
| #     | contre son camp    | -       | -               | -                 | --                  |              | 0 but          |
| Total | 8 buteurs          | 7 buts  | -               | 3 buts            | 3 buts              | 3 buts       | 12 buts        |

Date de mise à jour : le 5 octobre 2014.

#### Statistiques passeurs
| Place | Nom               | Ligue 1  | Coupe de France | Coupe de la Ligue | Ligue des Champions | TOTAL des PASSES |
| 1     | Ryan Mendes       | 1 passe  | -               | -                 | 1 passe             | 2 passes         |
| 2     | Divock Origi      | 1 passe  | -               | -                 | -                   | 1 passe          |
| 2     | Florent Balmont   | 1 passe  | -               | -                 | 1 passe             | 1 passe          |
| 2     | Sébastien Corchia | -        | -               | -                 | 1 passe             | 1 passe          |
| Total | 4 passeurs        | 3 passes | -               | -                 | 2 passes            | 5 passes         |

Date de mise à jour : le 14 septembre 2014.

### Joueurs prêtés
| Nat. | Nom                  | Club en prêt            | Compétition        | Championnat | Championnat | Championnat | Championnat  | Coupe nationale | Coupe nationale | Coupe nationale | Coupe nationale | Total | Total | Total  | Total        |
| Nat. | Nom                  | Club en prêt            | Compétition        | MJ          | B           | Averti      | Carton rouge | MJ              | B               | Averti          | Carton rouge    | MJ    | B     | Averti | Carton rouge |
| ---- | -------------------- | ----------------------- | ------------------ | ----------- | ----------- | ----------- | ------------ | --------------- | --------------- | --------------- | --------------- | ----- | ----- | ------ | ------------ |
|      | Abdoulaye Diaby      | Royal Mouscron-Peruwelz | Jupiler Pro League | 7           | 6           | 1           | 0            | 0               | 0               | 0               | 0               | 7     | 6     | 1      | 0            |
|      | John Jaïro Ruiz      | KV Ostende              | Jupiler Pro League | 7           | 0           | 2           | 0            | 0               | 0               | 0               | 0               | 7     | 0     | 2      | 0            |
|      | Thibault Peyre       | Royal Mouscron-Peruwelz | Jupiler Pro League | 6           | 0           | 2           | 0            | 0               | 0               | 0               | 0               | 6     | 0     | 2      | 0            |
|      | Julian Jeanvier      | Royal Mouscron-Peruwelz | Jupiler Pro League | 4           | 0           | 0           | 0            | 0               | 0               | 0               | 0               | 4     | 0     | 0      | 0            |
|      | Nolan Mbemba         | Royal Mouscron-Peruwelz | Jupiler Pro League | 3           | 0           | 0           | 0            | 0               | 0               | 0               | 0               | 3     | 0     | 0      | 0            |
|      | Nicolas Perez        | Royal Mouscron-Peruwelz | Jupiler Pro League | 2           | 0           | 0           | 0            | 0               | 0               | 0               | 0               | 2     | 0     | 0      | 0            |
|      | Sébastien Pennacchio | Royal Mouscron-Peruwelz | Jupiler Pro League | 2           | 0           | 0           | 0            | 0               | 0               | 0               | 0               | 2     | 0     | 0      | 0            |

### Joueurs en sélection nationale

#### Équipe de France
Parmi 13 joueurs français, seul Rio Mavuba a été sélectionné en équipe de France cette saison, mais il n'a pas joué une seule minute.

#### Sélections étrangères
| Nom           | Éliminatoires Coupe contin. | Éliminatoires Coupe contin. | Éliminatoires Coupe contin. | Éliminatoires Coupe contin. | Matchs amicaux | Matchs amicaux | Matchs amicaux | Matchs amicaux | Total | Total       | Total  | Total        |
| Nom           | MJ                          | But inscrit                 | Averti                      | Carton rouge                | MJ             | But inscrit    | Averti         | Carton rouge   | MJ    | But inscrit | Averti | Carton rouge |
| ------------- | --------------------------- | --------------------------- | --------------------------- | --------------------------- | -------------- | -------------- | -------------- | -------------- | ----- | ----------- | ------ | ------------ |
| Ryan Mendes   | 2                           | 2                           | 0                           | 0                           | 0              | 0              | 0              | 0              | 2     | 2           | 0      | 0            |
| Simon Kjær    | 1                           | 0                           | 0                           | 0                           | 0              | 0              | 0              | 0              | 1     | 0           | 0      | 0            |
| Pape Souaré   | 1                           | 0                           | 0                           | 0                           | 0              | 0              | 0              | 0              | 1     | 0           | 0      | 0            |
| Idrissa Gueye | 1                           | 0                           | 0                           | 0                           | 0              | 0              | 0              | 0              | 1     | 0           | 0      | 0            |
| Divock Origi  | 0                           | 0                           | 0                           | 0                           | 1              | 0              | 0              | 0              | 1     | 0           | 0      | 0            |

## Affluence
Affluence du LOSC à domicile

## Équipe réserve
L'équipe réserve du LOSC sert de tremplin vers le groupe professionnel pour les jeunes du centre de formation ainsi que de recours pour les joueurs de retour de blessure ou en manque de temps de jeu. Elle est entraînée par Stéphane Adam.
Pour la saison 2014-2015, elle évolue dans le groupe A du championnat de France amateur, soit le quatrième niveau de la hiérarchie du football en France.
Extrait du classement de CFA 2014-2015 (Groupe A)
| Rang | Équipe            | Pts | J | G | N | P | Bp | Bc | Diff |
| --- | ----------------- | --- | - | - | - | - | -- | -- | ---- |
| 1 | CS Sedan Ardennes | 20  | 5 | 5 | 0 | 0 | 12 | 3  | +9   |
| 2 | US Quevilly       | 17  | 5 | 4 | 0 | 1 | 8  | 4  | +4   |
| 3 | LOSC Lille rés.   | 15  | 5 | 3 | 1 | 1 | 8  | 6  | +2   |
| 4 | SO Romorantinais  | 15  | 5 | 3 | 1 | 1 | 6  | 4  | +2   |
| 5 | AS Beauvais       | 12  | 5 | 2 | 1 | 2 | 4  | 4  | 0    |
| - 1er du championnat (hors réserves) - Demi-finales du championnat de France des réserves professionnelles |                   |     |   |   |   |   |    |    |      |